# Постійні представники Франції при Організації Об'єднаних Націй
Постійні представники Франції при Організації Об'єднаних Націй в Нью-Йорку — дипломатичні представники Франції при ООН у ранзі Надзвичайного і Повноважного Посла, а також представника Франції у Раді Безпеки Організації Об'єднаних Націй.

## Постійні представники Франції при ООН
| Прізвище                   | Початок терміну | Кінець терміну |
| -------------------------- | --------------- | -------------- |
| Жозеф Поль-Бонкур          | 1945            | 1946           |
| Александр Пароді           | 1946            | 1949           |
| Жан Шоувель                | 1949            | 1952           |
| Анрі Хоппенот              | 1952            | 1955           |
| Ерве Альфанд               | 1955            | 1956           |
| Бернард Корнут-Жентілле    | 1956            | 1956           |
| Гійом Жорж-Піко            | 1956            | 1959           |
| Арманд Бірард              | 1959            | 1962           |
| Роджер Клаусон             | 1962            | 1967           |
| Арманд Бірард              | 1967            | 1970           |
| Жак Костюшко-Моризе        | 1970            | 1972           |
| Луї де Гіренго             | 1972            | 1976           |
| Жак Лепрент                | 1976            | 1981           |
| Люк де Ла Барре з Нантюаля | 1981            | 1984           |
| Клод Кемоулярія            | 1984            | 1987           |
| П'єр-Луї Блан              | 1987            | 1991           |
| Жан-Бернард Меріме         | 1991            | 1995           |
| Ален Дежаммед              | 1995            | 1999           |
| Жан-Девід Левітт           | 1999            | 2002           |
| Жан-Марк Сабліер           | 2002            | 2007           |
| Жан Моріс Ріпер            | 2007            | 2009           |
| Жерар Ароль                | 2009            | 2014           |
| Франсуа Делатр             | 2014            | 2019           |
| Ніколя де Рів'єр           | 2019            |                |